# 蕺山历史文化街区
蕺山历史文化街区又名书圣故里历史街区，是浙江省绍兴市的八处历史文化街区之一，位于古城东北部，北到环城北路，东到中兴路和蕺山河，南到萧山街和萧山河，西到局弄。
蕺山历史文化街区拥有典型的传统江南民居街坊。

## 历史建筑
蕺山历史文化街区内保留有众多名胜古迹：
- 王羲之故宅（戒珠寺、墨池），西街72号，绍兴市文物保护单位
- 绍兴蔡元培故居，全国重点文物保护单位
- 题扇桥，全国重点文物保护单位